# Brandtov netopir
Brandtov netopir (znanstveno ime Myotis brandtii) je srednje velika vrsta gladkonosih netopirjev. Poimenovan je po nemškem zoologu Johannu Friedrichu von Brandtu.

## Opis
Odrasel brandtov netopir doseže dolžino med 4 in 5 cm, razpon prhuti ima med 19 in 20 cm, tehta pa med 4,3 in 9,5 grami. Kožuh ima relativno dolgo dlako in je na hrbtu zlatorjave, po trebuhu pa sivorumene barve. Uhlji, obraz in prhuti so pepelnato sive barve. Ta vrsta je razširjena skoraj po vsej Evropi in velikem delu Azije, med vsemi vrstami netopirjev pa ima največji indeks dolgega življenja, ki je kar dvakrat večji od človeškega.

## Eholokacija
Svoj plen lovi s pomočjo eholokacije na frekvencah med 32 in 103 kHz, z največjo energijo pri 51 kHz in povprečnim trajanjem impulza 4,2 ms.